# 유죄
유죄 판결(conviction)은 법원 등의 판결을 통해 피고사건이 범죄 사실의 증명이 있을 때에 선고하는 것으로, 무죄와는 반대이다.
유죄 판결은 법원이 피고인의 유죄를 결정하는 것을 의미한다. 유죄 판결은 법원이 유죄 인정을 받아들이거나, 배심 재판에서 유죄 평결을 내리거나, 판사가 피고인에게 유죄 판결을 내리는 재판을 거쳐 이루어질 수 있다.
유죄 판결의 반대 개념은 무죄이다. 스코틀랜드에서는 "증거 없음" 평결도 있을 수 있으며, 이는 무죄로 간주된다. 피고인이 유죄 판결을 받았음에도 불구하고 법원은 피고인에게 유죄 판결을 내리지 않도록 명령할 수 있다. 이를 "면제"라고 하며, 잉글랜드, 웨일스, 캐나다, 호주, 뉴질랜드 등의 국가에서 사용된다.
모든 형사 사법 제도에서 무고한 사람이 유죄 판결을 받는 경우가 있다. 항소 절차와 유죄 판결 후 구제 절차는 이 문제를 어느 정도 해결하는 데 도움이 될 수 있다. 무고한 사람의 유죄 판결로 이어지는 오류를 오심이라고 한다. 일부 사법 제도에서는 검찰이 무죄 판결에 항소할 수 있다. 다른 경우에는 이중 처벌 금지 조항에 따라 금지된다.
피고인이 유죄 판결을 받으면 법원은 적절한 형량을 결정한다. 형량 외에도 유죄 판결은 형사 기소의 부수적 결과라고 하는 다른 결과를 초래할 수 있다. 여기에는 고용, 주택, 다른 나라로의 여행 권리, 그리고 개인의 삶의 다른 영역에 대한 영향이 포함될 수 있다.
개인의 유죄 판결 이력은 전과를 의미하며, 영국에서는 antecedent, 미국과 호주에서는 priors라고 한다.